# Мехмет Селим-эфенди
Шехзаде́ Мехме́д Сели́м-эфе́нди (осман. شہزادہ محمد سلیم‎) после 1922 года — Мехме́д Сели́м Османоглу́ (11 января 1870, Стамбул — 5 мая 1937, Бейрут) — османский принц, сын султана Абдул-Хамида II от его третьей жены Бедрифелек Кадын-эфенди.

## Биография
Родился 11 января 1870 года в Стамбуле в султанском дворце Долмабахче в семье будущего султана Абдул-Хамида II и его третьей жены Бедрифелек Кадын-эфенди. Мехмед Селим-эфенди стал первым сыном и вторым ребёнком султана (первым ребёнком была Ульвие-султан); у шехзаде были полнородные сестра и брат.
Получил частное образование. Его наставником был Баха Эфенди. Ахмед Мажаруддин научил его персидскому языку, а Мехмед Нури научил его французскому языку.  После окончания школы он был зачислен в Османский военный колледж, где получил звание капитана османской армии.
В 1876 году отец Мехмеда-Селима стал султаном. В 1886 году Мехмет Селим-эфенди взял первую жену и переехал в собственный дворец в Серенджебее. В 1909 году после свержения Абдул-Хамида Мехмет Селим-эфенди последовал за ним в Салоники, но в следующем году вернулся в Стамбул. В это же время к шехзаде в дом переехала его мать Бедрифелек.
У Абдулхамида и Мехмеда Селима были непростые отношения. У них часто расходились мнения по разным вопросам.
В феврале 1918 года дядя Селима, султан Мехмед, узнал, что у султана Абдул-Хамида нет надежды, и отправил Селиму сообщение, в котором говорилось, что их отец смертельно болен и должен немедленно увидеться с ним. Однако, когда пришли Селим и его брат Шехзаде Ахмед, их отец приказал им немного подождать.  Он испустил последний вздох в тот момент, когда пригласил Селима внутрь. Ни Селим, ни другие принцы и принцессы не видели его последний момент. Вместе с Абдулхамидом были две его любимые супруги, Мюшфика Кадын и Салиха Наджие Кадын .
После ликвидации халифата в 1924 году, прямые представители династии отправились в изгнание. В это время курдские повстанцы провозгласили Мехмета Селима султаном, но он отправился в изгнание и поселился в ливанском Бейруте, где проживали многие представители династии. 
Он пользовался большим уважением в Сирии, и народ называл его султаном Селимом. Дом, в котором он остановился, назывался Касрул-Мелик (Дом правителя).  Когда у него закончились деньги на проживание в нём, армянин, владевший домом, позволил ему жить годами, не платя арендную плату.
В 1930 году, потомки султана Абдул Хамида, взяли на себя инициативу и обратились к Британской нефтяной компании с просьбой получить долю нефти, добытой из скважин Мосула, зарегистрированной на имя Абдул Хамида. Было также возбуждено несколько исков о возвращении права собственности на некоторые месторождения. Но Абдул-Меджид II установил аналогичные контакты, и в конечном итоге этот двойной подход привел к разногласиям между Селимом и Абдул-Меджидом.
Умер 5 мая 1937 года и похоронен в мечети султана Селима в Дамаске.

## Семья
Мехмед Селим был женат восемь раз; во всех браках у него было двое детей:
- Дерьял Ханым-эфенди (10 февраля 1870, Сухум — 27 декабря 1904, Стамбул) — брак заключён 4 июня 1886 года во дворце Йылдыз. Дерьял была младшей сестрой Эмине Назикеды Кадын-эфенди[7], которая, в свою очередь, была главной женой Мехмеда VI.
  - шехзаде Мехмед-эфенди (1887 — 1890), умер в младенчестве.
  - Эмине Немика-султан (9 марта 1888, Стамбул — 6 сентября 1969, там же), 22 июня 1911 года во дворце Йылдыз вышла замуж за Али Кенана Эсина (1 ноября 1882, Стамбул — 4 апреля 1961, Анкара), от которого родила четверых детей.
- Нилюфер Эфлакьяр Ханым-эфенди (1 мая 1887, Артвин — 23 августа 1943, Бейрут) — брак заключён 30 июня 1905 года во дворце Йылдыз.
  - шехзаде Мехмед Абдулкерим-эфенди (26 июня 1906, Стамбул — 3 августа 1935, Нью-Йорк), 24 февраля 1930 в Алеппо женился на Нимет Ханым-эфенди (25 декабря 1911, Дамаск — 4 августа 1981, там же), от которой имел сына Дюндара. В 1931 году супруги развелись. Помимо Дюндара, у Мехмеда Абдулкерима был сын Харун.
- Дюррюекта Ханым-эфенди (6 июня 1894, Адапазары — 1969, Триполи) — брак заключён 29 марта 1909 года во дворце Йылдыз.
- Эфлакяр ханым-эфенди
- Первин ханым-эфенди
- Дилистан ханым-эфенди (? — 1 февраля 1951) — дочь Осман-бея. Брак заключён 16 сентября 1918 года.
- Гюльназ Ханым-эфенди
- Мевхибе Ханым-эфенди